# 塞爾希·瓦西里基夫斯基
塞爾希·伊萬諾維奇·瓦西里基夫斯基（烏克蘭語：Сергій Іванович Васильківський，羅馬化：Serhii Ivanovych Vasylkivskyi，發音：[serˈɦij wɐsɪlʲˈkiu̯sʲkɪj]；1854年10月19日—1917年10月7日），烏克蘭畫家，被認爲是俄國革命前作品產量最多的乌克兰艺术家之一，瓦西里基夫斯基同為烏克蘭裝飾設計和民間藝術的专家。